# 経過措置
経過措置（けいかそち）とは、法令の制定改廃に際し、旧法から新法へ円滑に移行するために必要な過渡的措置である。
　

## 概要
法律を改正または廃止し、新しく別の法律に移行する場合、それまでの法律に基づいて営まれてきた社会生活が混乱に陥ることを避けるため、新しく別の法律に移行したとしても一定の期間に限り以前の法律の一部を適用することを認めている場合がある。これを経過規定といい、通常は附則に規定されている。
経過規定の形式には、「なお従前の例による」「なおその効力を有する」の2種類が存在する。なお従前の例によると規定されている場合、改廃前の法律自体はすでに失効していて、なお従前の例によるという規定が適用の根拠となっているが、なおその効力を有すると規定されている場合、改廃前の法律が効力を有するため、改廃前の法律自体が適用の根拠となる。
なお従前の例によると規定されている場合、改廃前の法律に基づく政令や省令に関する経過規定は不要であるが、なおその効力を有すると規定されている場合、効力を有するのはあくまでも改廃前の法律だけであり、改廃前の法律に基づく政令や省令についても別途経過規定を設ける必要がある。また、なお従前の例によると規定されている場合、改廃前の法律はすでに失効しているため、改正することはできないが、なおその効力を有すると規定されている場合、改廃前の法律は引き続き効力を有するため、改正することができる。
また何らかの理由によってそれまでよりも国民にとって不利益となる方向に法律を改正する場合、それに伴う負担増を軽減するために激変緩和措置が取られる場合もある。

## 経過措置の例
- 入院基本料[2]
- 消費税率等に関する経過措置について - 国税庁[3]
- 医薬品[4][5]
- 異なる法域からの移行 - アメリカ合衆国統治下にあった沖縄・小笠原諸島・奄美群島・トカラ列島の日本国への復帰に伴い経過措置がそれぞれ法律・政令で定められた。
- 婚姻適齢 - 女性の年齢要件が16歳から18歳に変更になることで本来要件を満たしていた者[6]が18歳になるまで結婚を遅らせなければならないという不利益が生じる事態を避けるために、経過措置が採られた。現在は対象となる女性が全て18歳以上になったため、役目を終えている。